# 카네기힐

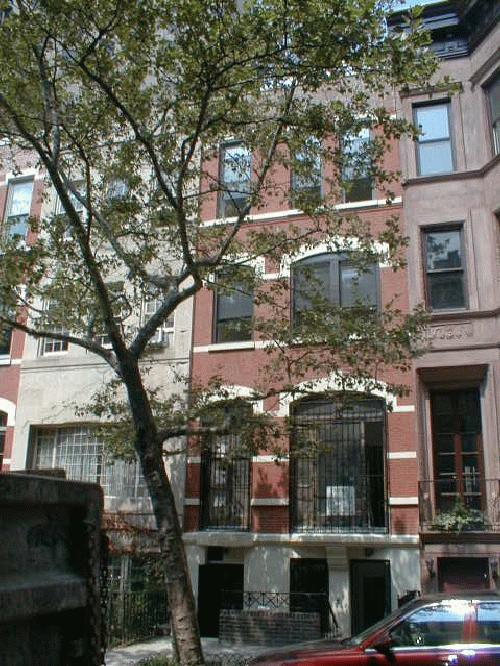
카네기힐

카네기힐(Carnegie Hill)은 어퍼 이스트 사이드의 한 지역이다.

## 같이 보기
- 5번가
- 요크빌 (맨해튼)